# Димитър Кочев
Димитър Кочев Баев (Мишо) е участник в комунистическото движение в България преди и по време на Втората световна война, комунистически партизанин от Народна бойна дружина „Чавдар“.

## Биография
Димитър Кочев е роден на 13 октомври 1920 г. в с. Горен Бивол, дн.с. Дъбрава, Ловешко, в бедно семейство. Учи в родното си село. 12-годишен става чирак в с. Врабево където през лятото пасе добитъка. По-късно работи като обущарски работник в гр. Ловеч. Тук попада под влиянието на младежи с прокомунистически възгледи и става член на РМС от 1934 г. Отбива редовна военна служба през 1941 година. Заподозрян в нелегална дейност е преместен на като войник-трудовак в гр. Своге.
Участва в партизанското движение по време на Втората световна война. Ятак на партизаните от Народна бойна дружина „Чавдар“. Преминава в нелегалност и е партизанин в дружината от 21 ноември 1942 г. Загива на 2 май 1943 г. при престрелка с полицейска засада близо до партизанската землянка в местността „Карагергенлика“ между с. Дъбрава и с. Казачево, Ловешко.